# Вузькофюзеляжний літак

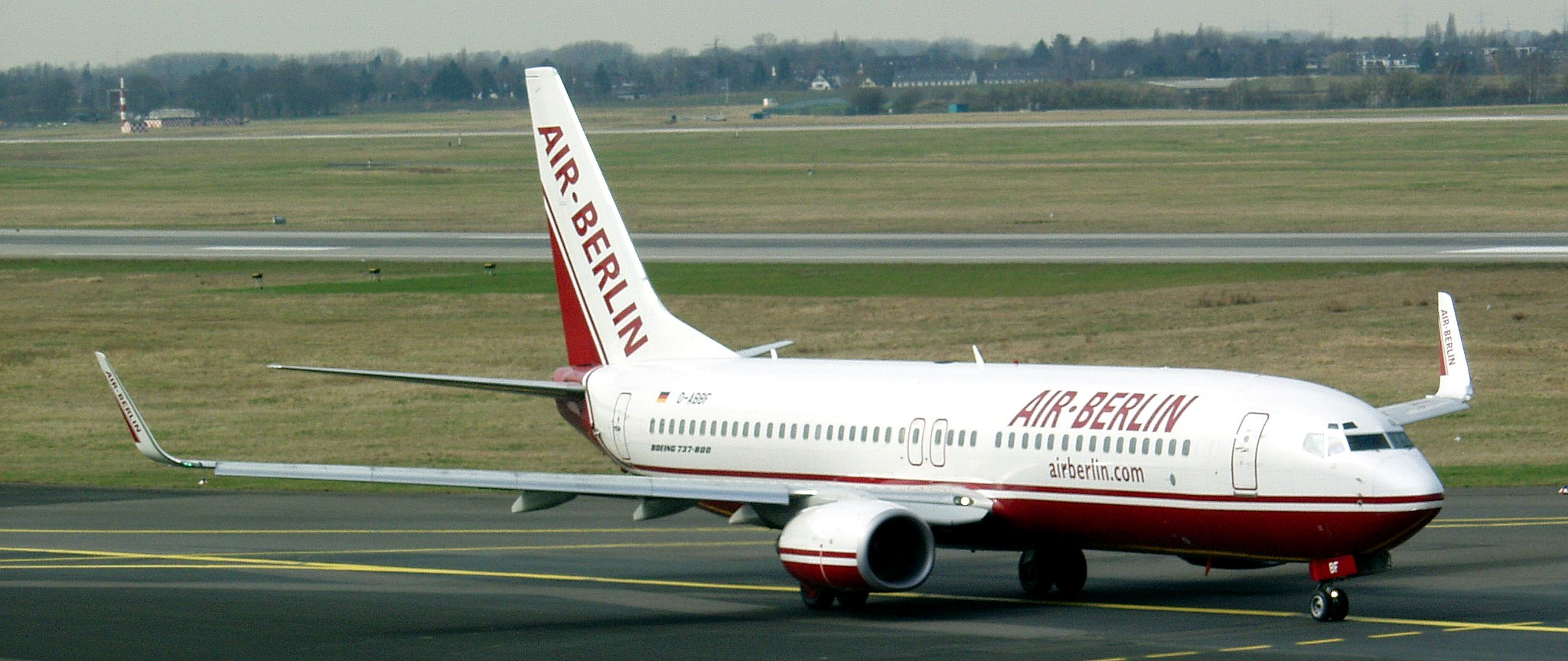
Boeing 737-800

Порівняння зовнішніх діаметрів фюзеляжів деяких літаків

Вузькофюзеляжний літак — пасажирський літак з діаметром фюзеляжу до 4 метрів. Порівняно з широкофюзеляжними літаками вузькофюзеляжні беруть на борт набагато меншу кількість пасажирів і мають, як правило, меншу дальність польоту. Максимальна пасажиромісткість — 289 чоловік (Boeing 757-300).
До вузькофюзеляжних літаків зокрема відносяться:
- Airbus А320 — наймасовіший європейський пасажирський реактивний літак
- Boeing 737 — наймасовіший пасажирський реактивний літак у світі
- Іл-62 — найбільш «далекобійний» вузькофюзеляжний літак
- Ту-154 — наймасовіший радянський пасажирський реактивний літак

а також Ту-134, Ту-204, Іл-18, McDonnell Douglas DC-9, McDonnell Douglas MD-80, Sud Aviation Caravelle, Vickers VC10.